# Filmjournaal
Een filmjournaal of bioscoopjournaal is een gefilmd actualiteitenoverzicht dat vóór het massale bezit van televisie regelmatig (bijvoorbeeld eens per week) werd vertoond in openbare gelegenheden, in bijvoorbeeld de Cineac en als voorprogramma in andere bioscopen. Het bestond uit meerdere onderwerpen van 2 à 3 minuten per onderwerp. In het geval van geluidsfilm waren de beelden vaak voorzien van commentaar en begeleidende muziek.  

## Geschiedenis
Voor de herkomst van het filmjournaal moeten we terug naar de oorsprong van de film. De eerste gefilmde gebeurtenissen waren vaak straatscènes. Later ging men er enerzijds toe over verhalen in scène te zetten en anderzijds niet-fictionele scènes te filmen. Dit was het begin van de splitsing tussen fictie en documentaire. Reizende bioscoophouders begonnen lokale activiteiten te filmen om mensen naar hun tent (letterlijk) te lokken. 
In 1908 verscheen het eerste journaal, Pathé-Journal, in Frankrijk. Door diverse bijkantoren door Europa konden actualiteiten uit verschillende landen worden gefilmd. In 1910 ontstonden in Frankrijk nog diverse journaals: Gaumont Actualités, Eclair Journal en Eclipse Journal. Door het uitbreken van de Eerste Wereldoorlog verschoof het zwaartepunt naar de Verenigde Staten, waar “newsreels” als Fox Movietone News en Eyes of the World verschenen.
In Nederland verscheen in 1922 Hollandsch Nieuws, een productie van Polygoon Filmfabrieken Haarlem, bij het grote publiek beter bekend als het "Polygoonjournaal". Pas vanaf 1932 werd dit een wekelijks journaal. In 1931 verscheen bovendien een tweede journaal, Nederland en klank en beeld, geproduceerd door Orion-Profilti.
Zoals in Nederland waren filmjournaals die door private ondernemingen werden geproduceerd vaak een onderdeel van een aantal bedrijfsactiviteiten. Polygoon en Profilti hielden zich bijvoorbeeld voornamelijk bezig met het ontwikkelen van films, het produceren van titels (de tekstborden op film) en het vervaardigen van films en documentaires in opdracht (in het geval van Polygoon bijvoorbeeld voor de Arbeiders Jeugd Centrale). Vaak was een bioscoopjournaal voor deze fabrieken een kwestie van prestige. In Amerika waren de journaals voor de oorlog bijvoorbeeld nauwelijks winstgevend.   
Een andere oorsprong vond het bioscoopjournaal in overheidsbemoeienis. 
Het Istituto Nazionale dell'Unione Cinematografica Educativa (LUCE) werd in 1923 opgericht door de fascistische regering van Italië om propaganda per film te bedrijven. De staat probeerde alle vormen van communicatie te beheersen in haar streven een totalitair systeem te vestigen. Luce hield zich bezig met de productie van speelfilms en documentaires, maar bovenal met de vervaardiging van bioscoopjournaals. In 1926 werd het vertonen van de filmjournaals in bioscopen verplicht. Tijdens het fascistische bewind tot 1943 zijn er tientallen journaals gedraaid. 
Een ander voorbeeld is het Spaanse journaal No-Do, of Noticieros y Documentales Cinematograficos, dat tijdens de Burgeroorlog door de Spaanse fascisten werd opgericht en tot 1978 verplicht in Spaanse bioscopen werd gedraaid. 
Tussenwegen waren ook mogelijk. De Duitse regering ondersteunde vanaf 1921 filmjournaals om in het buitenland meer begrip voor Duitsland te kweken, met name om de gevolgen van de vredesverdragen voor de Duitse bevolking in het buitenland onder de aandacht te brengen. In 1925 richtte de Duitse overheid de Universal-Film Aktiengesellschaft (UFA) op, die het journaal UFA-Woche zou uitbrengen. Ondertussen functioneerden in Duitsland verschillende journaals, die ieder bij een ideologie hoorden. Alleen de nationaalsocialisten hadden geen journaal. Nadat zij de macht in 1933 hadden overgenomen, lieten zij de verschillende journaals voortbestaan; pas na 1936 begonnen zij een actief filmnieuws-beleid te ontwikkelen. De nazi's vonden dat het bioscoopjournaal een kunstuiting moest zijn. Hun ideologische doelstellingen werden als volgt geformuleerd: “Von der optischen Wirkung her soll, dem Betrachter unbewußt, kulturell und propagandistisch Erziehungs- und Aufbauarbeit geleistet werden.” Vanaf september 1939 werden de programma's door minister van propaganda Joseph Goebbels persoonlijk vastgesteld; in juni 1940 werden de verschillende titels in Die Deutsche Wochenschau geconcentreerd, die tot maart 1945 verscheen. Na de oorlog verschenen in West-Duitsland weer verschillende bioscoopjournaals; in de DDR werd in 1946 Der Augenzeuge opgericht door de Deutsche Film Aktiengesellschaft (DEFA), het Oost-Duitse staatsfilmbedrijf.
Tijdens de oorlog functioneerden de Nederlandse filmjournaals door, totdat ze in 1944 werden samengevoegd in Tobis Hollandsch Nieuws; na de oorlog werd de fusie tussen Polygoon en Profilti bekrachtigd en werd het Polygoonjournaal met commentaar van en later onder redactie van Philip Bloemendal het icoon van de Nederlandse naoorlogse wederopbouw. 
Het filmjournaal kreeg echter concurrentie van de televisie en rond 1975 viel internationaal voor de meeste filmjournaals het doek.

## Inhoud
De aantrekkingskracht van het bioscoopjournaal werd gevormd door de illusie dat men bij de gefilmde gebeurtenissen aanwezig was. De makers van de journaals deden niets om deze indruk te verminderen: zij benadrukten juist het onafhankelijke karakter van hun verslaggeving, terwijl in de praktijk filmbeelden uiterst gevoelig voor manipulatie waren. 
Het filmjournaal presenteerde zichzelf als een medium dat de actualiteit in beeld bracht, maar ook dit was relatief. Voor de oorlog waren de technische middelen beperkt en zat er meestal een vertraging van 3 dagen tussen het nieuwsfeit en het verschijnen van de bioscoopjournaals. Bovendien werden de stedelijke centra het eerst bediend, waarna de kopieën van de film in de provincie werden verspreid, om het laatst aan te komen bij de plattelandsgebieden door middel van zogenaamde reisbioscopen, mobiele projectoren waarmee van dorp tot dorp werd getrokken. 
Mensen namen dus vaak eerst via media als de krant of de radio kennis van een gebeurtenis, en gingen vervolgens naar de bioscoop om deze gebeurtenis in het filmverslag te zien. Als zodanig functioneerde de bioscoopfilm eerder als illustratie van nieuws dan als bron van nieuws. 
Bioscoopjournaals waren meestal gezagsgetrouw. Soms uiteraard omdat zij waren gelieerd aan de overheid, maar ook omdat zij vaak afhankelijk waren van autoriteiten om opnamen te kunnen maken. De beperkte technische mogelijkheden waren hier de oorzaak van. Filmmakers oefenden vaak zelfcensuur uit: autoriteiten werden positief in beeld gebracht en aan sociale problemen werd meestal geen aandacht besteed.
De onderwerpkeuze van bioscoopjournaals was ook beperkt. Tot de komst van de geluidsfilm bijvoorbeeld, rond 1930, was het vrijwel onmogelijk politieke onderwerpen inhoudelijk weer te geven. Tegen die tijd kwamen lichte handcamera's op de markt, maar juist de loodzware geluidsapparatuur beperkte de bewegingsvrijheid van de filmers weer. In de loop van de jaren 30 kwam ook de uitwisseling van beelden en de samenwerking tussen journaals op gang. Dit verminderde de voorheen hevige concurrentie en vaak werden dezelfde beelden gebruikt. 
Bioscoopjournaals kunnen wetenschappelijk interessant zijn als bron voor de manier waarop autoriteiten zichzelf in beeld brachten of voor de perceptie van actualiteit. Het is daarentegen geen goede bron voor de opvattingen van het normale publiek, maar biedt dus wel een indicatie van de factoren die de opvattingen mede vormgaven. Daarnaast hebben ze ook nostalgische waarde. 

## Filmjournaals in verschillende landen
Algerije
- Actualités Algériennes

België
- Belgavox
- Daska-Films

Bulgarije
- Kinokronika

Canada
- Canada Carries On
- World in Action

BRD
- Deutsche Wochenschau

DDR
- Der Augenzeuge
- DEFA Wochenschau

Hongarije
- Magyar Filmhirado

Ierland
- Amharc Eireann

India
- Indian News Parade

Italië
- Giornale LUCE
- Settimana Incom
- Ciac

Japan
- Yomiuri
- Asahi

Joegoslavië
- Filmske Novosti

Marokko
- Actualités Marocaines

Mozambique
- Kuxa Kanema

Nederland
- Polygoonjournaal

Nederlands-Indië
- Djawa Hodo (Japanse bezetting)
- Nampo Hodo (Japanse bezetting)
- Berita Film di Djawa (Japanse bezetting)
- Wordende Wereld

Nederlands-Nieuw-Guinea
- Nieuw-Guinea Kroniek

Nieuw-Zeeland
- Weekly Review
- Pictorial Parade

Polen
- Polska Kronika Filmowa

Roemenië
- Saptamîna în Imagini

Spanje
- No-Do

Tsjecho-Slowakije
- Ceskoslovensky Filmovy Tydenik

VK
- British Pathe News

VS
- March of Time
- Movietone News

Zwitserland
- Ciné-Journal Suisse